# Кастельдельчі
Кастельдельчі (італ. Casteldelci) — муніципалітет в Італії, у регіоні Емілія-Романья,  провінція Ріміні.
Кастельдельчі розташоване на відстані близько 220 км на північ від Рима, 115 км на захід від Анкони, 65 км на захід від Пезаро, 40 км на захід від Урбіно.
Населення — 436 осіб (2014).
Щорічний фестиваль відбувається 11 листопада. Покровитель — святий Мартин.

## Демографія
Населення за роками:

Станом на 1 січня 2023 року в муніципалітеті офіційно проживало 25 іноземців з 8 країн, серед них 8 громадян країн Євросоюзу та 6 громадян України.

## Сусідні муніципалітети
- Бадія-Тедальда
- Пеннабіллі
- Сант'Агата-Фельтрія
- Сестіно
- Вергерето